# Tempo FM
Tempo FM é uma emissora de rádio brasileira sediada em Fortaleza, capital do estado do Ceará. Opera no dial FM, na frequência 103,9 MHz. Fundada em 26 de dezembro de 1988 por Jaime Azulai, sua programação musical é baseada no estilo adulto-contemporâneo.

## História
Após criar os projetos das rádios FM do Povo e AM do Povo, ambas pertencentes ao Grupo de Comunicação O Povo, Jaime Azulai resolve implantar a sua própria emissora em Fortaleza. Utilizando-se de recursos próprios, colocou no ar a Tempo FM em 22 de dezembro de 1988, com baixas condições técnicas. A emissora viria a ser lançada oficialmente no dia 26 de dezembro e contou com uma programação romântica, dentro do estilo chamado adulto contemporâneo voltado para as classes A e B. Por conta do programa Tempos Dourados, a emissora atingiu a liderança na faixa noturna, sendo a única nesse estilo a alcançar esta marca.
Em 1990, a rádio passa a integrar o Sistema O Povo de Rádio, permanecendo assim até a década de 2010. Em 2007, obteve um crescimento de 98,8% de audiência entre o público AB. Em maio do mesmo ano, se tornou a primeira emissora de Fortaleza a operar com o sistema RDS. Atualmente, a emissora é presidida por Carmen Lúcia Dummar (uma das descendentes da família dona do jornal O Povo).
Em 22 de junho de 2017, a Tempo FM passa a transmitir a partir de sua nova sede, montada no Shopping Aldeota.
Em setembro de 2024 houve mudanças na direção da rádio antes que era a Carmem Lúcia Dummar e Alex Azulai que foram por 35 anos que ficaram a frente da rádio sendo repassada para o Tony de Sá e Jean Nunes conforme os locutores informando na abertura dos programas e também confirmado, pelo perfil mídia cearense no Instagram, Facebook e X (ex-twitter).
Em janeiro de 2025 a rádio apresenta a sua nova marca para os locutores e a mesa diretora evento realizado restritamente, apresentando sua nova identidade e trazendo novidades para os ouvintes